# Sherm Lollar
John Sherman Lollar, Jr. (ur. 23 sierpnia 1924, zm. 24 września 1977) – amerykański baseballista, który występował na pozycji łapacza.
Zawodową karierę rozpoczął w 1943 w Baltimore Orioles, klubie farmerskim Cleveland Indians. W Major League Baseball zadebiutował 20 kwietnia 1946 w meczu przeciwko Detroit Tigers. W grudniu 1946 w ramach wymiany zawodników przeszedł do New York Yankees, gdzie występował przez dwa sezony jako zmiennik Yogi Berry i Aarona Robinsona. W 1947 zagrał w trzech meczach World Series, w których Yankees pokonali Brooklyn Dodgers 4–3. W grudniu 1948 został zawodnikiem St. Louis Browns. W 1949 po raz pierwszy otrzymał powołanie do All-Star Game.
Dwa lata później został oddany do Chicago White Sox. W 1957 po raz pierwszy w karierze otrzymał Złotą Rękawicę, zaś dwa lata później zdobył 22 home runy (rekord kariery) i zagrał we wszystkich meczach World Series, w których White Sox ulegli Los Angeles Dodgers 2–4. Karierę zawodniczą zakończył w 1962.
W późniejszym okresie był między innymi trenerem łapaczy w Baltimore Orioles, z którym w 1966 po raz drugi w karierze zdobył mistrzowski tytuł i menadżerem klubów farmerskich Oakland Athletics. W 2000 został wybrany do White Sox Team of the Century.
| Nagroda/wyróżnienie         | Lata                                                     | Źródło |
| 9× All-Star                 | 1950, 1954, 1955, 1956, 1958, 1959¹, 1959², 1960¹, 1960² | [ 2 ]  |
| 3× Gold Glove Award         | 1957, 1958, 1959                                         | [ 2 ]  |
| 2× zwycięzca w World Series | 1947, 1966                                               | [ 3 ]  |